# Josef Beran
Josef Beran (Plzeň, 29 dicembre 1888 – Roma, 17 maggio 1969) è stato un cardinale e arcivescovo cattolico ceco, perseguitato sia dal regìme nazista cecoslovacco che da quello successivo comunista.
Fu nominato cardinale della Chiesa cattolica da papa Paolo VI.

## Biografia

### Gioventù e ordinazione
Figlio di un insegnante, nacque a Plzeň il 29 dicembre 1888.
Successivamente studiò al seminario della sua città natale e alla Pontificia Università Urbaniana a Roma. Fu ordinato sacerdote il 10 giugno 1911, svolgendo la sua opera pastorale a Pilsen fino al 1932, fino a quando venne nominato direttore spirituale del seminario di Praga e professore all'Università Carolina della città. L'11 giugno 1936 don Beran venne ottenne il titolo di monsignore.

### La guerra e la deportazione
Il 4 giugno 1942, mentre Praga era occupata dai nazisti, monsignor Beran ricevette, presso il seminario dove era insegnante, la visita di un ufficiale ceco, uno dei pochi tra quelli che erano attivi nella resistenza interna, sfuggiti alle retate della Gestapo e per il momento scampati alla conseguente deportazione nei campi di concentramento. Beran fece diffondere la voce che la domenica seguente avrebbe celebrato la Messa proprio per gli ufficiali cechi prigionieri dei tedeschi e che lo avrebbe fatto in lingua ceca, disobbedendo così alle direttive dei nazisti sulle cerimonie pubbliche. La Messa fu affollatissima, ma due giorni dopo monsignor Beran venne arrestato.

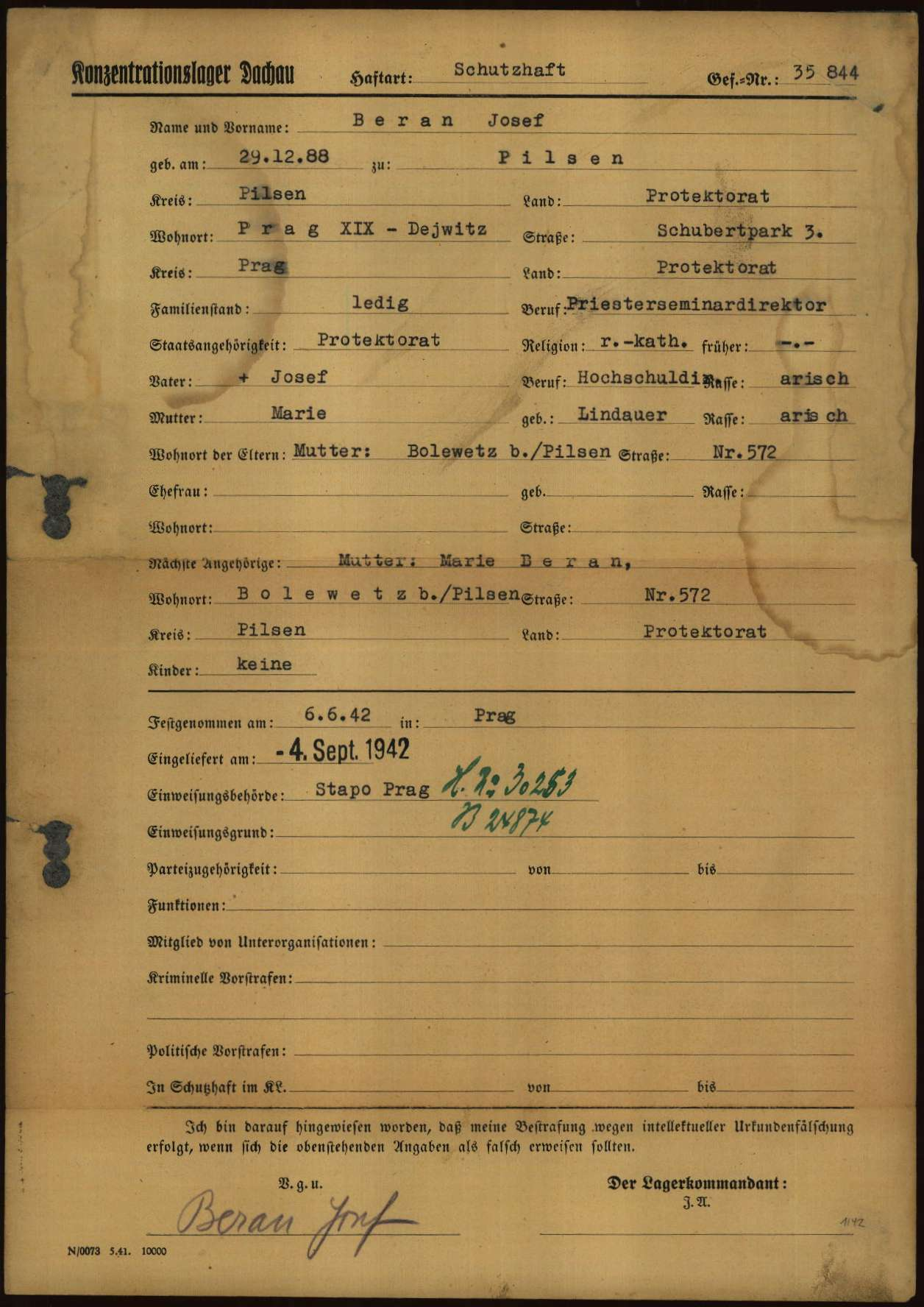
Modulo di registrazione di Josef Beran come prigioniero nel campo di concentramento nazista di Dachau

Imprigionato, tra gli altri, assieme a Štěpán Trochta, nel carcere di Pankrác, a Terezín, tre mesi dopo Beran venne internato a Dachau, dove riuscì comunque a sopravvivere fino alla liberazione del campo (29 aprile 1945).
Durante la detenzione a Dachau, come testimoniato anche da don Roberto Angeli e da molti dei tremila preti internati e sopravvissuti, Beran si impegnò nell'aiutare, per quanto possibile, coloro che vedeva più in difficoltà, secondo lo spirito cristiano.

### Il dopoguerra
Il 29 maggio 1945 Beran tornò nella sua Praga che, durante il conflitto, aveva fortunosamente riportato danni limitati. Un anno dopo, il 4 novembre 1946, Pio XII lo nominò arcivescovo di Praga e quindi Primate della Chiesa Cecoslovacca.
L'8 dicembre 1946 fu consacrato vescovo nella cattedrale di Praga dall'arcivescovo Saverio Ritter, con i vescovi Maurice Picha e Anton Eltschkner serventi come co-consacratori.
All'importantissimo riconoscimento papale per quanto fatto negli anni della guerra si aggiunsero la Croce di Guerra e la Medaglia al valor militare, appuntati a Beran dal Presidente della Repubblica cecoslovacca.

### Sotto il regime comunista
Una volta che il comunismo prese il potere in Cecoslovacchia (1948) la politica del governo si improntò verso drastiche riduzioni delle libertà dei cittadini e della democrazia. Gli elementi dissidenti con il regime furono eliminati a tutti i livelli della società, incluso quello religioso: la stampa cattolica fu soppressa, le scuole condotte dai religiosi requisite e venne sciolta l'Azione Cattolica cecoslovacca.
Monsignor Beran si operò per contrastare il governo proibendo al clero cecoslovacco qualsiasi atto di fedeltà verso il regime, che avrebbe significato un "tradimento della fede cristiana". Beran inoltre protestò pubblicamente per le misure illegali e incostituzionali che il regime aveva preso, soprattutto contro il sequestro delle proprietà della Chiesa e l'abolizione della libertà di religione. Dichiarò inoltre che la Chiesa cattolica dovesse poter esercitare tutta la libertà, secondo il diritto datogli da Dio e garantito anche dalla Costituzione, ma la voce, come prevedibile, rimase inascoltata.
In contrasto sia con il papa sia con l'arcivescovo Beran, il regime costituì una nuova "Azione Cattolica", le cui posizioni erano a favore dei comunisti, pubblicando una lista di aderenti, contenente perlopiù nomi di persone decedute o inesistenti e di quei preti che avevano dato la loro adesione. Beran, di fronte a questo sopruso, bollò come "scismatica" la nuova Azione Cattolica.

### L'arresto
La permanenza del divieto di stampa rendeva impossibile agli organi cattolici di contestare il regime. Di fronte a questa situazione i vescovi cecoslovacchi, sotto l'ala carismatica di Beran, decisero di preparare una circolare, rivolta a tutti i cristiani della nazione, in cui si sarebbe fatta chiarezza sulle bugie del governo e sulla posizione che il clero cecoslovacco aveva realmente preso. La circolare avrebbe dovuto essere letta in tutte le chiese della Cecoslovacchia il giorno 19 giugno 1949.
Beran, che da tempo era considerato un elemento pericoloso dal regime, ingenuamente non sapeva di essere sorvegliato da agenti del governo. Il 16 giugno, un commissario con alcuni poliziotti, irruppe nel palazzo arcivescovile con l'ordine di sequestrare il ciclostile ed anche il timbro con il quale Beran avrebbe dovuto convalidare l'atto. In seguito il bollo arcivescovile fu utilizzato per vidimare le circolari provenienti dai vescovi pilotati dal regime. Beran, tenuto prigioniero nel suo palazzo, riuscì a liberarsi ed a raggiungere la chiesa di Sarakov. Qui, di fronte a molti fedeli, cercò di spiegare brevemente la situazione:
(Josef Beran)
Qualche decina di minuti dopo la fine del discorso, mentre Beran cercava di farsi largo tra la folla commossa, la polizia irruppe nella chiesa e arrestò l'abate di Sarakov per aver permesso a Beran di parlare e portò via anche l'arcivescovo.

### Quattordici anni di silenzio

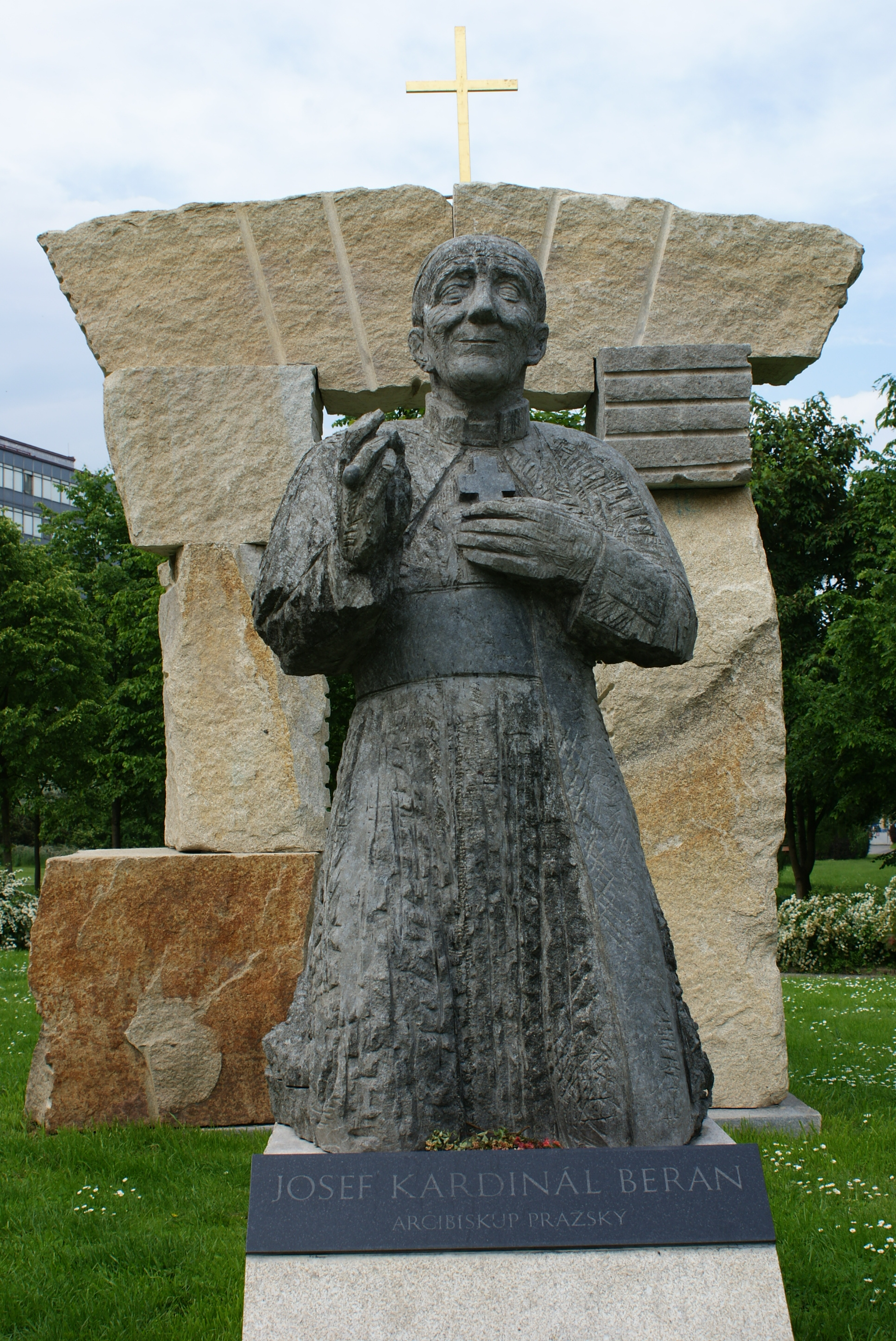
Statua del cardinale Beran nei pressi dell'Università cattolica di Praga.

Beran ritornò agli arresti domiciliari in una residenza fuori dalla diocesi di Praga, privato di tutte le libertà personali e dei suoi diritti come arcivescovo. Da quel momento su di lui calò il silenzio: fu ordinato ai cattolici di dimenticarlo e gli venne negato ogni contatto con l'esterno, tanto che perfino una lettera di papa Giovanni XXIII (in occasione del cinquantesimo anno della sua ordinazione sacerdotale, nel 1961) fu rispedita al mittente. Dopo due anni di arresti domiciliari, nel 1951, Beran decise volontariamente di rientrare in prigione: negli anni successivi fu rinchiuso in varie carceri (Roželov, Růžodol, Paběnice, Mukařov, Radvanov).
Nonostante la lunga prigionia il regime cecoslovacco non intentò nessun processo contro Beran: egli era un eroe della resistenza antinazista, il suo nome era noto in patria come all'estero, soprattutto tra i cattolici ed un processo, con una scontata condanna, avrebbe potuto destabilizzare gli equilibri tra il regime e la popolazione cecoslovacca e peggiorare le relazioni con il Vaticano. Inoltre Antonín Novotný, presidente della Cecoslovacchia nel periodo 1957 – 1968, era stato anch'egli internato come Beran nei campi di concentramento nazisti.

### La libertà e il viaggio a Roma
Il 4 ottobre 1963, dopo una serie di estenuanti trattative tra il Vaticano e il governo cecoslovacco, monsignor Beran venne liberato. Nel febbraio del 1965 fu annunciata la sua prossima nomina a cardinale e Beran partì per Roma, sapendo che questo avrebbe significato l'esilio definitivo perché il governo gli proibiva di rientrare. Nel concistoro del 22 febbraio 1965 papa Paolo VI lo elevò al rango di cardinale presbitero di S. Croce in via Flaminia. Lo stesso anno Beran partecipò all'ultima sessione del Concilio Vaticano II.

### La morte

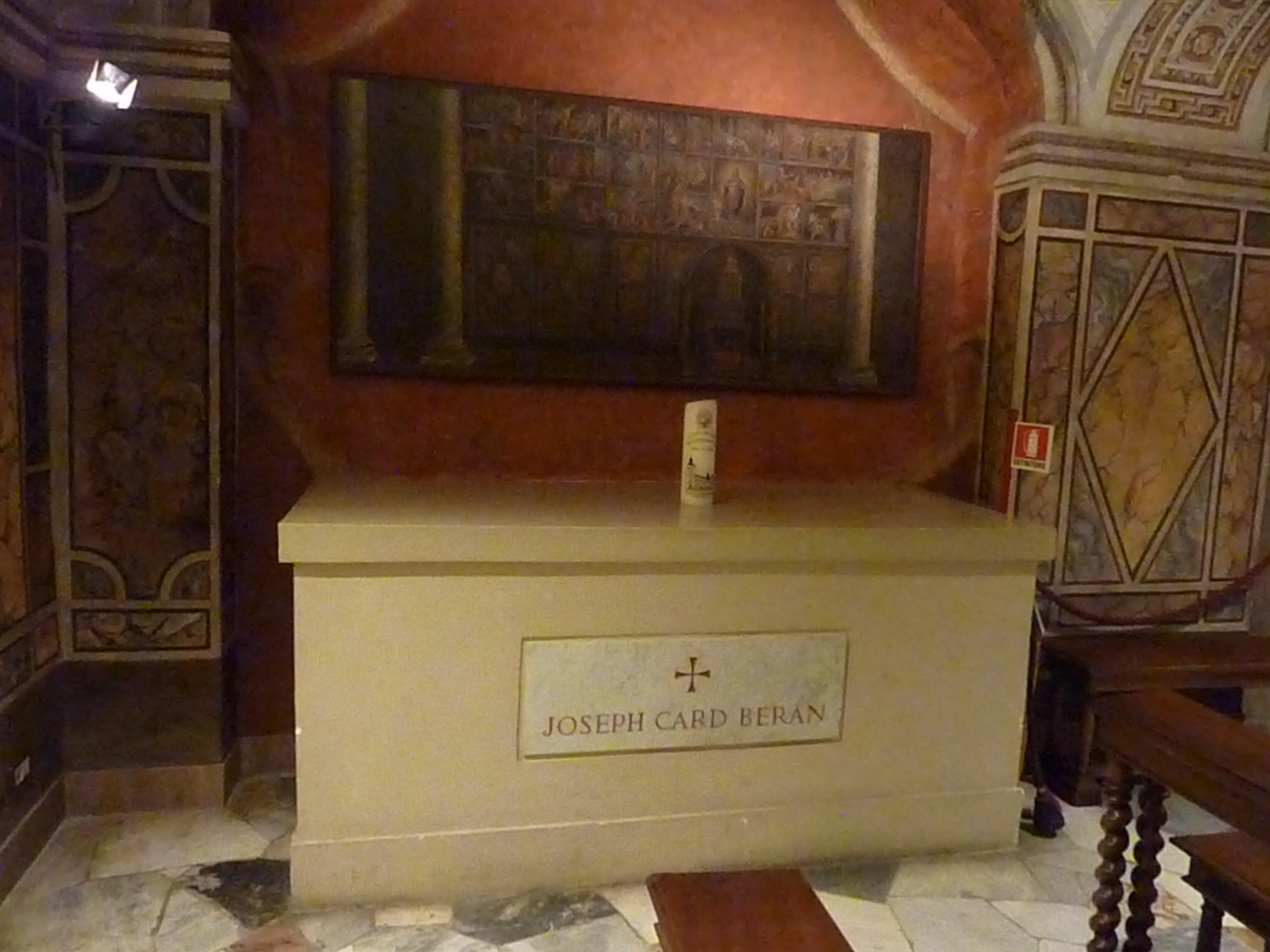
Tomba del cardinale Beran nelle Grotte Vaticane, prima che le spoglie venissero traslate a Praga

Il cardinale Josef Beran si spense a Roma, il 17 maggio 1969 all'età di 80 anni per un tumore del polmone e fu sepolto nelle Grotte Vaticane. Il 20 aprile 2018 le sue spoglie sono state definitivamente traslate, dopo quasi 50 anni, a Praga all'interno della cappella arcivescovile della cattedrale di San Vito.
Il 2 aprile 1998 l'arcidiocesi di Praga ha aperto il processo di beatificazione.

## Genealogia episcopale e successione apostolica
La genealogia episcopale è:
- Cardinale Scipione Rebiba
- Cardinale Giulio Antonio Santori
- Cardinale Girolamo Bernerio, O.P.
- Arcivescovo Galeazzo Sanvitale
- Cardinale Ludovico Ludovisi
- Cardinale Luigi Caetani
- Cardinale Ulderico Carpegna
- Cardinale Paluzzo Paluzzi Altieri degli Albertoni
- Papa Benedetto XIII
- Papa Benedetto XIV
- Papa Clemente XIII
- Cardinale Marcantonio Colonna
- Cardinale Giacinto Sigismondo Gerdil, B.
- Cardinale Giulio Maria della Somaglia
- Cardinale Carlo Odescalchi, S.I.
- Cardinale Costantino Patrizi Naro
- Cardinale Lucido Maria Parocchi
- Papa Pio X
- Papa Benedetto XV
- Papa Pio XII
- Arcivescovo Saverio Ritter
- Cardinale Josef Beran

La successione apostolica è:
- Arcivescovo Josef Karel Matocha (1948)